# Haplogroupe L (ADNmt)
L'haplogroupe L (ADNmt) est le macro-haplogroupe de l'ADN mitochondrial qui est à la racine de l'arbre phylogénétique mitochondrial humain. En conséquence, toutes les lignes maternelles de l'humanité descendent de cet haplogroupe, qui est celui de l'Ève mitochondriale. La dominance de L en Afrique subsaharienne a confirmé à partir de 1986 la théorie de l'origine africaine de l'Homme moderne. Les sous-groupes principaux de l'haplogroupe L sont L0 à L6.

## Origine
L'haplogroupe L trouve son origine en Afrique subsaharienne, sans que l'on sache encore circonscrire une région précise, d'après les connaissances actuelles.

## Distribution
Les sous-clades de l'haplogroupe L sont prédominants dans toute l'Afrique subsaharienne, où les fréquences vont de 96 à 100 %. Les régions africaines de langues chamito-sémitiques étant peuplées en partie par des populations d'origine eurasienne présentent des fréquences de L nettement plus faibles. Des fréquences encore plus basses sont trouvées dans la Péninsule arabique, au Proche-Orient et en Europe.

## Fréquences en dehors de l'Afrique Subsaharienne (> 1%)
| Région           | Pays/Population              | N   | Etude génétique         | %       |
| Afrique de l'Est | Soudan                       | 112 | Afonso et al. (2008)    | 72,50 % |
| Afrique de l'Est | Éthiopie                     | 270 | Kivisild et al. (2004)  | 52,20 % |
| Afrique du Nord  | Libye (Juifs)                | 83  | Behar et al. (2008)     | 3,60 %  |
| Afrique du Nord  | Tunisie (Juifs)              | 37  | Behar et al. (2008)     | 2,20 %  |
| Afrique du Nord  | Maroc (Juifs)                | 149 | Behar et al. (2008)     | 1,34 %  |
| Afrique du Nord  | Tunisie                      | 64  | Turchi et al. (2009)    | 48,40 % |
| Afrique du Nord  | Tunisie (Takrouna)           | 33  | Frigi et al. (2006)     | 3,03 %  |
| Afrique du Nord  | Tunisie (Zriba)              | 50  | Turchi et al. (2009)    | 8,00 %  |
| Afrique du Nord  | Maroc                        | 56  | Turchi et al. (2009)    | 26,80 % |
| Afrique du Nord  | Maroc (Berbers)              | 64  | Turchi et al. (2009)    | 3,20 %  |
| Afrique du Nord  | Algérie (Mozabites)          | 85  | Turchi et al. (2009)    | 12,90 % |
| Afrique du Nord  | Algérie                      | 47  | Turchi et al. (2009)    | 27,70 % |
| Europe           | Italie (Latium)              | 138 | Achilli et al. (2007)   | 2,90 %  |
| Europe           | Italie (Volterra)            | 114 | Achilli et al. (2007)   | 2,63 %  |
| Europe           | Italie (Basilicata)          | 92  | Ottoni et al. (2009)    | 2,20 %  |
| Europe           | Italie (Sicile)              | 154 | Ottoni et al. (2009)    | 2,00 %  |
| Europe           | Espagne                      | 312 | Alvarez et al. (2007)   | 2,90 %  |
| Europe           | Espagne (Galice)             | 92  | Pereira et al. (2005)   | 3,30 %  |
| Europe           | Espagne (Nord Est)           | 118 | Pereira et al. (2005)   | 2,54 %  |
| Europe           | Espagne (Canaries)           | 300 | Brehm et al. (2003)     | 6,60 %  |
| Europe           | Espagne (Iles baléares)      | 231 | Picornell et al. (2005) | 2,20 %  |
| Europe           | Espagne (Cordoba)            | 108 | Casas et al. (2006)     | 8,30 %  |
| Europe           | Espagne (Zamora)             | 214 | Alvarez et al. (2010)   | 4,70 %  |
| Europe           | Espagne (Sayago)             | 33  | Alvarez et al. (2010)   | 18,18 % |
| Europe           | Sud de la péninsule ibérique | 310 | Casas et al. (2006)     | 7,40 %  |
| Europe           | Portugal                     | 594 | Achilli et al. (2007)   | 6,90 %  |
| Europe           | Portugal (Nord)              | 188 | Achilli et al. (2005)   | 3,19 %  |
| Europe           | Portugal (Centre)            | 203 | Achilli et al. (2005)   | 6,40 %  |
| Europe           | Portugal (Sud)               | 203 | Achilli et al. (2005)   | 10,84 % |
| Europe           | Portugal                     | 549 | Pereira et al. (2005)   | 5,83 %  |
| Europe           | Portugal (Nord)              | 187 | Pereira et al. (2005)   | 3,21 %  |
| Europe           | Portugal (Centre)            | 239 | Pereira et al. (2005)   | 5,02 %  |
| Europe           | Portugal (Sud)               | 123 | Pereira et al. (2005)   | 11,38 % |
| Europe           | Portugal (Madère)            | 155 | Brehm et al. (2003)     | 12,90 % |
| Europe           | Portugal (Açores)            | 179 | Brehm et al. (2003)     | 3,40 %  |
| Europe           | Portugal (Alcacer do Sal)    | 50  | Pereira et al. (2010)   | 22,00 % |
| Europe           | Portugal (Coruche)           | 160 | Pereira et al. (2010)   | 8,70 %  |
| Europe           | Portugal (Pias)              | 75  | Pereira et al. (2010)   | 3,90 %  |
| Moyen Orient     | Yemen                        | 115 | Kivisild et al. (2004)  | 45,70 % |
| Moyen Orient     | Yemen (Juifs)                | 119 | Behar et al. (2008)     | 16,81 % |
| Moyen Orient     | Bedouins (Israel)            | 58  | Behar et al. (2008)     | 15,50 % |
| Moyen Orient     | Palestiniens (Israel)        | 117 | Achilli et al. (2007)   | 13,68 % |
| Moyen Orient     | Jordanie                     | 494 | Achilli et al. (2007)   | 12,50 % |
| Moyen Orient     | Irak                         | 116 | Achilli et al. (2007)   | 9,48 %  |
| Moyen Orient     | Syrie                        | 328 | Achilli et al. (2007)   | 9,15 %  |
| Moyen Orient     | Arabie Saoudite              | 120 | Abu-Amero et al. (2007) | 6,66 %  |
| Moyen Orient     | Liban                        | 176 | Achilli et al. (2007)   | 2,84 %  |
| Moyen Orient     | Druzes (Israel)              | 77  | Behar et al. (2008)     | 2,60 %  |
| Moyen Orient     | Kurdes                       | 82  | Achilli et al. (2007)   | 2,44 %  |
| Moyen Orient     | Turquie                      | 340 | Achilli et al. (2007)   | 1,76 %  |
| Amérique du Sud  | Colombie (Antioquia)         | 113 | Bedoya et al. (2006)    | 8,00 %  |
| Amérique du Sud  | Mexique (Centre-Nord)        | 223 | Green et al. (2000)     | 4,50 %  |
| Amérique du Sud  | Argentine                    | 246 | Corach et al. (2009)    | 2,03 %  |